# Flugunfall der Airwest Airlines im Vancouver Harbour
Der Flugunfall der Airwest Airlines im Vancouver Harbour ereignete sich am 2. September 1978 auf einem Inlandslinienflug der Airwest Airlines innerhalb der kanadischen Provinz British Columbia. Im Endanflug auf den Vancouver Harbour verunglückte dabei eine mit Schwimmkufen ausgerüstete De Havilland Canada DHC-6 Twin Otter 200 aufgrund eines mechanischen Versagens. Durch den Unfall wurden 11 der 13 Insassen der Maschine getötet.

## Maschine
Die verunglückte Maschine war eine De Havilland Canada DHC-6 Twin Otter mit der Werknummer 215. Sie wurde im Jahr 1969 im Werk von De Havilland Canada in Downsview, Ontario endmontiert und absolvierte ihren Erstflug am 28. Februar 1969 mit dem Luftfahrzeugkennzeichen N652MA. Am 14. März 1969 wurde sie an die Miami Aviation Corporation aus Opa-Locka, Florida ausgeliefert. Im April 1969 wurde sie durch die Allegheny Leasing & Financial Corp., aus Pittsburgh, Pennsylvania mit dem Kennzeichen N916SA an die Sun Airlines aus St. Louis, Missouri verleast, die jedoch am 10. Juni desselben Jahres den Betrieb einstellte und drei Tage später Insolvenz anmeldete. Im Juni 1969 ging die Maschine daraufhin an die Leasinggeberin zurück, die sie im Laufe des Jahres an die Interior Airways aus Fairbanks, Alaska verleaste. Die Maschine wurde zu einem späteren Zeitpunkt wieder außer Betrieb genommen und an die Leasinggeberin zurückgegeben, die sie in Fresno, Kalifornien einlagerte. Am 23. Juli 1971 wurde die Maschine an die Midwest Airlines in Winnipeg, Manitoba verkauft, die sie mit dem Kennzeichen CF-AIV zuließ. Auf dem Auslieferungsflug wurde die Maschine von Fresno, Kalifornien über Provo, Utah und Rapid City, South Dakota nach Winnipeg geflogen. Im April 1972 wurde die Maschine an die Norcanair aus Prince Albert, Saskatchewan übergeben, die Flüge im Auftrag der Midwest-Transair durchführte. Airwest Airlines übernahm die Maschine im Mai 1974, im September 1974 ließ die Fluggesellschaft die Twin Otter mit dem neuen Kennzeichen C-FAIV wieder zu. Das zweimotorige Zubringerflugzeug in Schwimmerflugzeugkonfiguration mit STOL-Eigenschaften war mit zwei Turboproptriebwerken des Typs Pratt & Whitney Canada PT6A-20 ausgestattet.

## Insassen
Den Flug hatten 11 Passagiere angetreten. Es befand sich eine zweiköpfige Besatzung an Bord der Maschine, bestehend aus einem Piloten und einem Flugbegleiter. Der 27-jährige Pilot gehörte der Fluggesellschaft seit 1974 an und verfügte über 6.000 Stunden Flugerfahrung, wovon er 3.500 Stunden im Cockpit der DHC-6 Twin Otter absolviert hatte. Der 23-jährige Flugbegleiter war auch im Besitz eines Pilotenscheins und verfügte über 450 Stunden Flugerfahrung.

## Unfallhergang
Die Maschine startete um 17:18 Uhr vom Victoria Harbour zu dem 20-minütigen Flug zum Vancouver Water Aerodrome. Als sie sich in 175 Fuß Höhe im Endanflug befand, war plötzlich ein lauter Knall zu hören. Die Maschine gierte nach links und stürzte mit einem linkswärtigen Rollwinkel und einer nach unten ausgerichteten Flugzeugnase in den Vancouver Harbour. Bei dem Unfall starben beide Besatzungsmitglieder und neun der elf Passagiere.

## Ursache
Als Unfallursache konnte ein Versagen der linken inneren Welle der Auftriebshilfensteuerung ermittelt werden. Hierdurch seien die linksseitigen Auftriebshilfen plötzlich eingefahren, wodurch es zum Kontrollverlust gekommen sei. Es wurde festgestellt, dass die schadhafte Welle, welche aus ihrer Verankerung gerissen war, erhebliche Korrosionsschäden und drei längliche Risse aufwies.